# Епархия Порто-Ново
Епархия Порто-Ново (лат.  Dioecesis Portus Novi) — епархия Римско-Католической Церкви с центром в городе Порто-Ново, Бенин. Епархия Порто-Ново входит в архиепархию Котону.

## История
5 апреля 1954 года Римский папа Пий XII учредил буллой «Qui universum» Апостольский викариат Порто-Ново, выделившийся из Апостольского викариата Уидах (сегодня — архиепархия Котону). 14 сентября 1955 года Римский папа Пий XII учредил буллой «Dum tantis» епархию Порто-Ново.
5 апреля 1963 года епархия Порто-Ново уступила часть своей территории новой епархии Абомей.

## Ординарии епархии
- Noël Boucheix (6.07.1958—1.01.1969)
- Vincent Mensah (21.09.1970—29.01.2000)
- Marcel Honorat Léon Agboton (29.01.2000—5.03.2005)
- René-Marie Ehuzu (3.01.2007 — настоящее время)

## Источник
- Annuario Pontificio, Ватикан, 2005
- Булла Qui universum, AAS 46 (1954), p. 470  (лат.)
- Булла Dum tantis, AAS 48 (1956), p. 113  (лат.)